# Salon-de-Provence
Salon-de-Provence város Dél-Franciaországban,  Bouches-du-Rhône megyében. Fontos légi bázis.

## Története
Egykor Kelta-Ligur település, a Ste-Croix állt itt, később pedig Salon néven egy gall-római oppidum, mely a Földközi tengeren átvezető sókereskedelmi útvonal mellett állt, innen ered a neve. Az i. e. hatodik században itt húzódott a Via Aurelia, melynek nyomai a városon kívül még felismerhetők. A helyet a 9. században említették először Villa Salone néven. 
A hely ma főképpen arról híres, hogy Nostradamus itt töltötte élete utolsó éveit, és itt is temették el. A lakása ahol élt, máig fennáll, ma múzeum található benne. A város minden év júliusában négy napon át Nostradamus ünnepet tart, mely rendezvény különösen vonzza a turistákat.
Salon városában a kereskedelmet egykor az olcsó fuvar tette virágzóvá. A város történelmi központjában máig láthatók a kör alakú városfalak a Porte de l'Horloge és a Port Bourg Neuf nevű két 12. századi átjáróval. A 16. században Adam de Craponne  tervei szerint épült a csatorna, mely még mindig az ő nevét viseli. 
A francia forradalom előtt Salon volt a székhelye számos vallási közösségnek. Salon-de-Provence a székhelye a Salon-de-Provence-i légi bázisnak (Salon-de-Provence Air Base), a repülős akadémiának és a francia nemzeti műrepülő csapatnak is.

## Nevezetességek
- Nostradamus-ház - Az óvárosban áll.
- Château de l'Emperi - A vár, amely a 12. és 13. században a legnagyobb volt Provence-ben, nevét pedig már a 10. században is említették és még mindig uralja a régi városrészt. Ez volt Arles püspökök rezidenciája, akkoriban, amikor Provence része volt a Német-római Birodalomnak, innen a neve. 1909-ben egy nagy földrengés okozott kárt benne, de később helyreállították. Ma a Hadtörténeti Múzeum található benne. Minden nyáron, ez ad otthont a nemzetközi klasszikus zenei fesztiválnak is.
- Château de l'Empéri udvar
- Szent Mihály-kápolna – A 13. században épült.
- Szent Lőrinc-kollégium – A jelenlegi épület a 15. században Louis Aleman bíborosé, aki akkoriban Arles püspöke volt.
- Salon-de-Provence légibázis – itt működik a Francia Légierő Akadémiája, valamint a francia légi bemutató csapatának otthona a Patrouille de France is.

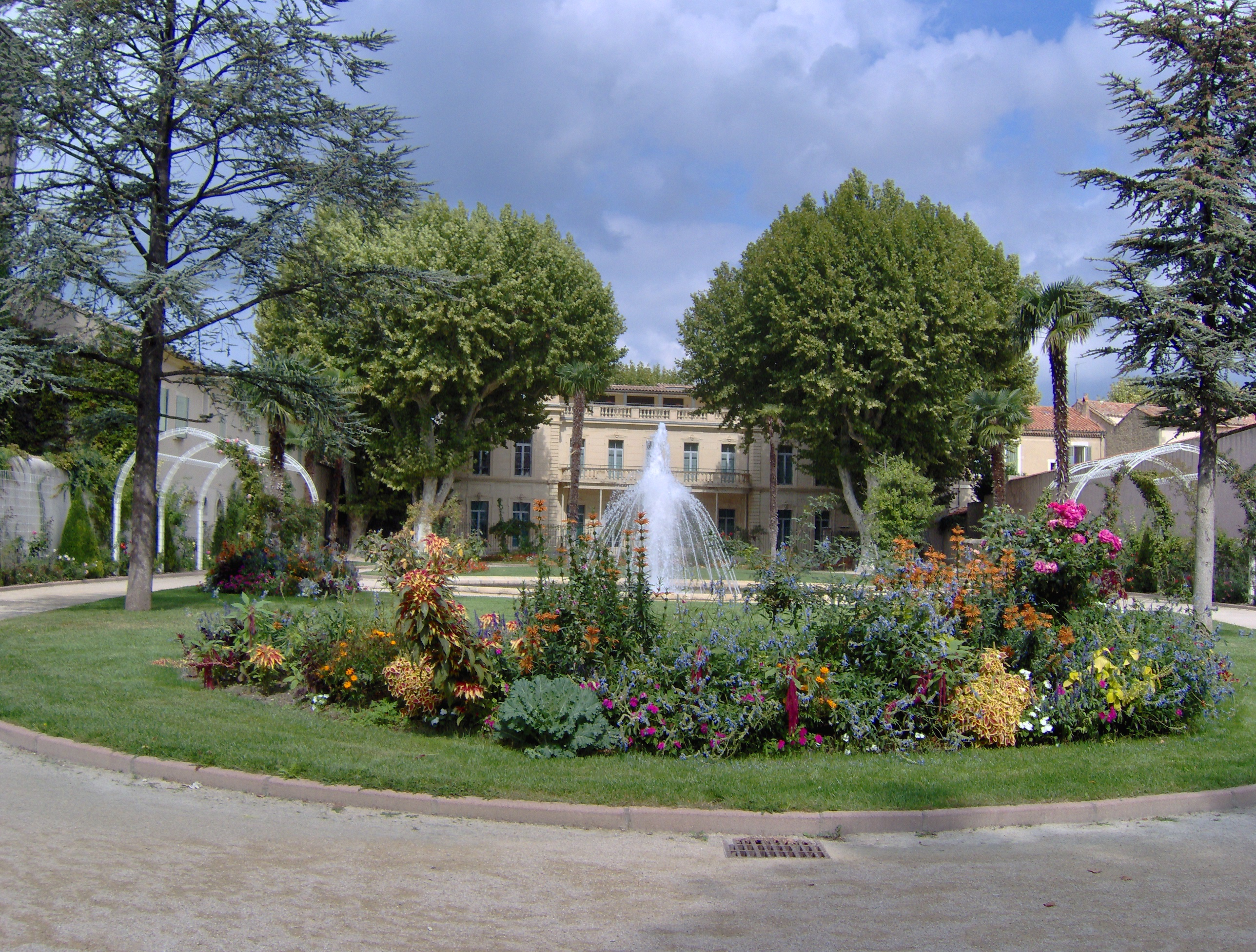

- A köztársaság kertje

## Itt születtek, itt éltek
- Nostradamus Itt töltötte élete utolsó éveit és itt is halt meg 1566. július 2-án.
- Jean Baptiste Christophore Fusée Aublet francia botanikus és felfedező
- Joan Montseny katalán anarchista
- Christine Boisson francia színész
- Franck Esposito francia úszó
- Daniel Goossens Cartoonist

## Salon-de-Provence-ban élt egy ideig katonai okok miatt
- Romain Gary francia regényíró
- Charles Trenet francia énekes
- Patrick Baudry és Léopold Eyharts - francia űrhajósok
- Mickael N'Dri labdarúgó
- Abba Mari ben Eligdor